# Vouzela
Vouzela es un municipio portugués del distrito de Viseo, en la región Centro y comunidad intermunicipal de Viseu Dão-Lafões, con cerca de 1500 habitantes.

## Geografía
Es sede de un municipio con 191,65 km² de área y 9580 habitantes (2021), subdividido en nueve freguesias. Los municipio están limitados al norte por el municipio de São Pedro do Sul, al este por Viseo, a sur por Tondela y por la porción secundaria de Oliveira de Frades, al sudoeste por Águeda y al noroeste pora eagión principal de Oliveira de Frades.
Vouzela se ubica a 3 km de Termas de São Pedro do Sul, a 30 km de Viseo, a 60 km de Aveiro, y a poco más de una hora (en coche) de Oporto y más o menos tres horas de Lisboa.

## Demografía
| Gráfica de evolución demográfica de Vouzela entre 1849 y 2021 |
|                                                               |
| Datos según el nomenclátor publicado por el INE portugués.    |

## Organización territorial
El municipio de Vouzela está formado por nueve freguesias:
- Alcofra
- Cambra e Carvalhal de Vermilhas
- Campia
- Fataunços e Figueiredo das Donas
- Fornelo do Monte
- Queirã
- São Miguel do Mato
- Ventosa
- Vouzela e Paços de Vilharigues

## Turismo
- Parque de Acampada de Vouzela